# Ostrovy Kasaoka

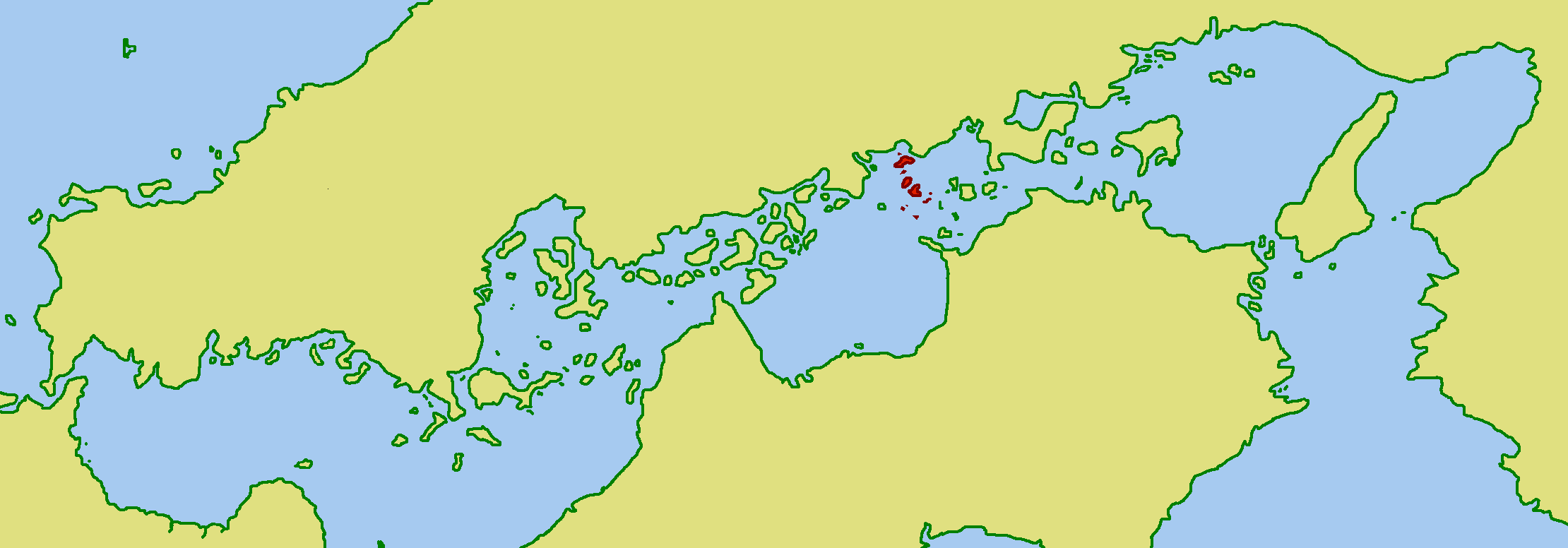
Mapa lokalizace japonských ostrovů Kasaoka

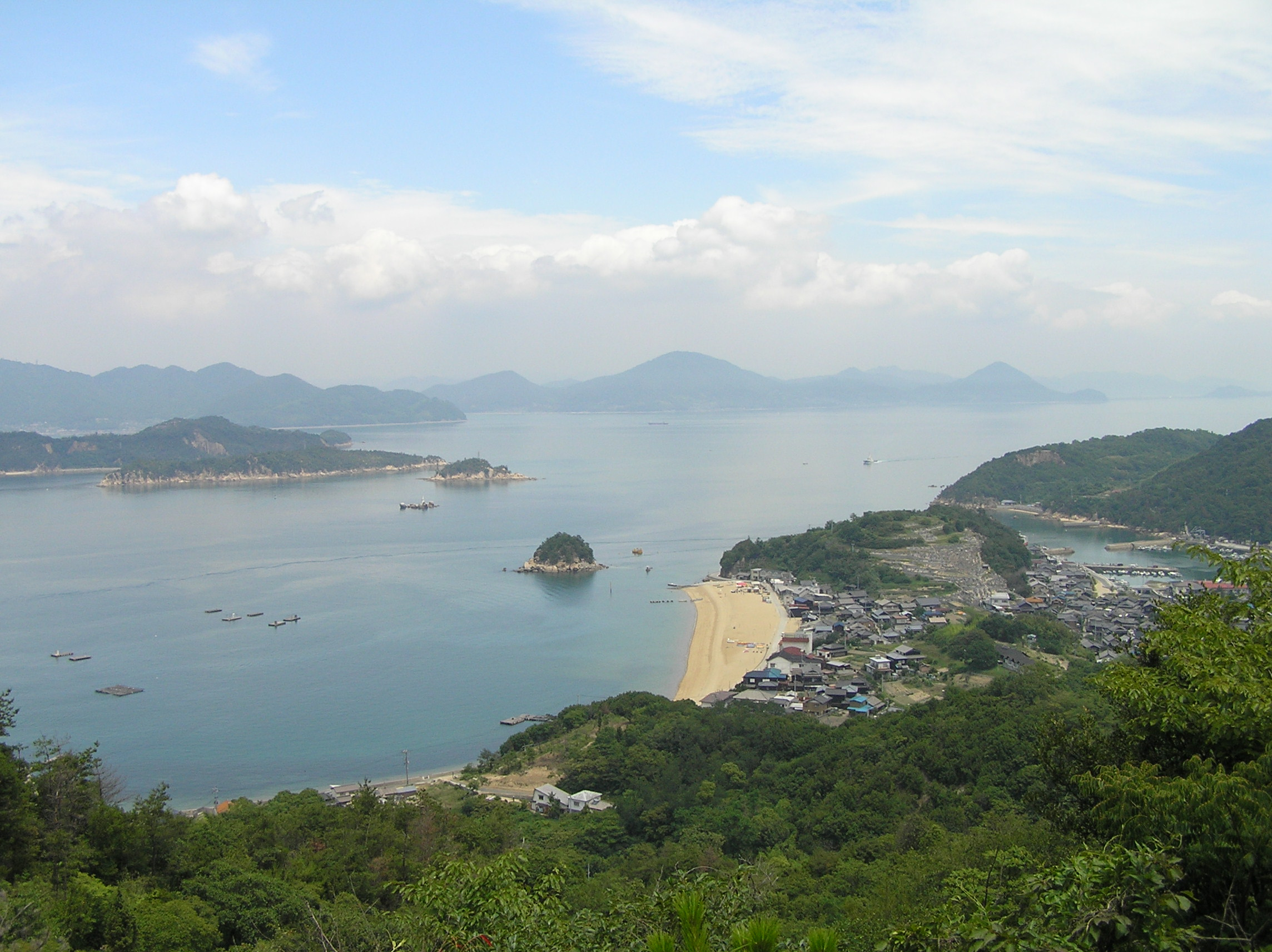
Japonské ostrovy Kasaoka

Ostrovy Kasaoka (japonsky 笠岡諸島 [Kasaoka šotó]) jsou skupina japonských ostrovů, ležících ve Vnitřním moři mezi ostrovy Honšú a Šikoku. Jsou součástí města Kasaoka a leží v prefektuře Okajama.

## Obydlené ostrovy
Ze skupiny ostrovů je jejich obydlených celkem šest:
- Hišima
- Kitagišima
- Manabešima
- Mušima
- Širaišidžima
- Takašima